# アサヒ紙工
アサヒ紙工株式会社は、埼玉県鴻巣市に本社を置く段ボールの製造・販売会社。レンゴーの完全子会社。

## 沿革
- 1960年 ‐ 設立。
- 1961年 - 埼玉県鴻巣市工場誘致条例第一号適用。
- 1972年 - 長野工場設立。
- 1975年 - 大昭和製紙株式会社と資本提携。
- 2007年 - レンゴー株式会社と資本提携、同社の連結子会社化。
- 2017年 - レンゴーにより完全子会社化。

## 主要事業所
- 本社工場 - 埼玉県鴻巣市
- 長野工場 - 長野県北佐久郡御代田町
- 茨城工場 - 茨城県神栖市